# Бенавенте-и-Лос-Вальес
Бенавенте-и-Лос-Вальес (исп. Benavente y Los Valles)  — район (комарка) в Испании, входит в провинцию Самора в составе автономного сообщества Кастилия и Леон.

## Муниципалитеты
1. Алькубилья-де-Ногалес
2. Аркос-де-ла-Польвороса
3. Аррабальде
4. Айоо-де-Видриалес
5. Барсиаль-дель-Барко
6. Бенавенте
7. Брето
8. Бретосино
9. Бриме-де-Сог
10. Бриме-де-Урс
11. Бурганес-де-Вальверде
12. Кальсадилья-де-Тера
13. Камарсана-де-Тера
14. Кастрогонсало
15. Коомонте
16. Кубо-де-Бенавенте
17. Фресно-де-ла-Польвороса
18. Фрьера-де-Вальверде
19. Фуэнте-Энкалада
20. Фуэнтес-де-Ропель
21. Гранусильо
22. Майре-де-Кастропонсе
23. Манганесес-де-ла-Польвороса
24. Матилья-де-Арсон
25. Мельгар-де-Тера
26. Мисересес-де-Тера
27. Мильес-де-ла-Польвороса
28. Моралес-де-Рей
29. Моралес-де-Вальверде
30. Навианос-де-Вальверде
31. Отеро-де-Бодас
32. Побладура-дель-Валье
33. Пуэблика-де-Вальверде
34. Кинтанилья-де-Урс
35. Кируэлас-де-Видриалес
36. Сан-Кристобаль-де-Энтревиньяс
37. Сан-Педро-де-Секе
38. Санта-Коломба-де-лас-Монхас
39. Санта-Кристина-де-ла-Польвороса
40. Санта-Кройя-де-Тера
41. Санта-Мария-де-ла-Вега
42. Санта-Мария-де-Вальверде
43. Сантибаньес-де-Тера
44. Сантибаньес-де-Видриалес
45. Сантовениа
46. Ла-Торре-дель-Валье
47. Уния-де-Кинтана
48. Вега-де-Тера
49. Вильябрасаро
50. Вильяферруэния
51. Вильяхерис
52. Вильянасар
53. Вильянуэва-де-Асоаге
54. Вильянуэва-де-лас-Перас
55. Вильявеса-де-Вальверде
56. Вильявеса-дель-Агва